# Bignona (Département)

Département Bignona in der Region Ziguinchor

Das Département Bignona ist eines von 45 Départements, in die der Senegal, und eines von drei Départements, in die die Region Ziguinchor gegliedert ist. Es liegt in der „Basse (baja) Casamance“ im Südwesten des Senegal mit der Hauptstadt Bignona.
Das Département hat eine Fläche von 5295 km² und gliedert sich wie folgt in Arrondissements, Kommunen (Communes) und Landgemeinden (Communautés rurales):
| Commune / Arrondissement | Communauté rurale | Einwohner 2013 |
| Bignona                  | —                 | 27 826         |
| Diouloulou               | —                 | 5 920          |
| Thionck-Essyl            | —                 | 8 389          |
| Kataba 1                 | Kataba 1          | 23 480         |
| Kataba 1                 | Djinaky           | 19 520         |
| Kataba 1                 | Kafountine        | 31 340         |
| Tenghory                 | Tenghory          | 30 743         |
| Tenghory                 | Coubalan          | 12 119         |
| Tenghory                 | Niamone           | 7 581          |
| Tenghory                 | Ouonck            | 10 292         |
| Tendouck                 | Balingore         | 5 497          |
| Tendouck                 | Diégoune          | 7 511          |
| Tendouck                 | Kartiack          | 7 938          |
| Tendouck                 | Mangagoulack      | 8 477          |
| Tendouck                 | Mlomp             | 3 065          |
| Sindian                  | Sindian           | 11 641         |
| Sindian                  | Djibidione        | 11 641         |
| Sindian                  | Oulampane         | 13 620         |
| Sindian                  | Suelle            | 9 145          |
| Département              | —                 | 252 556        |